# Arctia orientalis
Arctia orientalis är en fjärilsart som beskrevs av Moore 1878. Arctia orientalis ingår i släktet Arctia och familjen björnspinnare. Inga underarter finns listade i Catalogue of Life.